# Шиловская, Тамара Андреевна
Тамара Андреевна Шиловская (19 апреля 1916, Петроград — 23 февраля 2001, Москва) — советская художница, живописец и график.

## Биография
Тамара Шиловская родилась в Петрограде 19 апреля 1916 года. Отец-архитектор умер, когда ей было всего пять лет, однако его образ «человека не от мира сего», преданного не только архитектуре, но также живописи и поэзии, по свидетельству самой Шиловской, повлиял на её дальнейшее становление и выбор профессии.
В 1936 году она поступила во Всероссийскую Академию художеств, откуда её отчислили после двух лет обучения «по идеологическим соображениям» — из-за несоответствия работ принципам социалистического реализма. По словам Тамары Андреевны, «этот бескрылый и очень банальный натурализм» был ей глубоко чужд. После исключения училась в мозаичной мастерской.
В 1942 из блокадного Ленинграда Тамара Шиловская эвакуировалась в Пятигорск, оттуда вернулась в Ленинград, а летом 1945-го переехала в Москву для исполнения мозаичных панно для Дворца Советов по эскизам Павла Корина. В дальнейшем работала официально в составе художественных бригад над монументальными проектами — в частности, над мозаичными панно для станции метро «Комсомольская» (1951).
Параллельно с основной работой она занималась живописью и графикой, о чём было известно лишь узкому кругу её знакомых. Сюжеты её работ в большинстве своём незатейливы — пейзажи, портреты, натюрморты, но необыкновенный талант и абсолютная творческая свобода делают её произведения настоящей жемчужиной неофициального послевоенного искусства.
Выставки Тамары Шиловской проходили с начала 1990-х годов как в России, так и во Франции, где её представляла галерея «Ореады» (Les Oreades).
В 2016 году в галерее «Ковчег» состоялась персональная выставка художницы, посвящённая её 100-летию.
Т. А. Шиловская скончалась 23 февраля 2001 года в Москве.
По другим источникам – в 2000 году, в деревне Байнёво (Рощинское сельское поселение).

## Музейные коллекции
Произведения Т. А. Шиловской были приобретены Художественным фондом Союза художников СССР. На сегодняшний день 12 работ автора находятся в фондах музеев РФ, включая 5 графических листов в ГМИИ им. А. С. Пушкина
- Государственный музей изобразительных искусств имени А. С. Пушкина[8]. Москва.
- Ярославский художественный музей. Ярославль.
- Звенигородский музей-заповедник. Звенигород.